# Акваманіл у формі грифона
«Акваманіл у формі грифона» (нім. Aquamanile in Gestalt eines Greifen) — бронзовий глечик для води (акваманіл); шедевр середньовічного зображення тварин. Створений близько 1120/1130 року. Зберігається у Кунсткамері у Музеї історії мистецтв, Відень (інвен. номер КК 83).
Відкритий дзьоб глечика слугує носиком, у той час як хвіст слугує ручкою, в якій також знаходиться отвір для набирання води. Він схований під верхньою частиною хвостового пера, який слугує своєрідною кришечкою. Цей акваманіл у період Високого Середньовіччя використовувався при літургіях під час меси, а пізніше під час світських бенкетів для омовіння рук.
Грифон виготовлений із використанням дорогої технології, оскільки поверхня бронзи прикрашена різними матеріалами (срібло, нієлло, гранат), що надає експонату вигляд золотого виробу. Це характерно для групи предметів, що відносяться до періоду Високого Середньовіччя, які, ймовірно, були зроблені монастирі в Гельмарсгаузені у Північному Гессені, Німеччина. Припускається, що акваманіл належить до художнього кола Рогера з Гельмарсгаузена, монаха, який працював у Південній Саксонії близько 1100 року.